# 劉中度
劉中度（?—?），山東省濟南府章邱縣人，清朝政治人物、同進士出身。
光緒三年（1877年），参加丁丑科殿試，登進士三甲第89名。同年五月，分部學習。